# 20 Feet from Stardom
20 Feet from Stardom è un documentario del 2013 diretto da Morgan Neville e prodotto da Gil Friesen, un dirigente dell'industria musicale la cui curiosità di conoscere meglio la vita delle coriste (o cantanti di accompagnamento alle star) ha ispirato la realizzazione del film.
Il film segue le esperienze dietro le quinte delle coriste e delle star Darlene Love, Judith Hill, Merry Clayton, Lisa Fischer, Tata Vega e Jo Lawry, tra le tante. Il 2 marzo 2014 ha vinto il premio Oscar al miglior documentario.
Nel 2023 è stato selezionato per la conservazione nel National Film Registry degli Stati Uniti dalla Biblioteca del Congresso come "culturalmente, storicamente o esteticamente significativo".

## Trama
Il film documenta la vita delle coriste e dei cantanti d'accompagnamento all'ombra di alcune delle più grandi leggende della musica del XXI secolo, come Bruce Springsteen, Stevie Wonder, Mick Jagger e Sting. L'obiettivo del documentario è quello di concentrarsi finalmente su chi occupa lo sfondo dei palcoscenici, rendendo la musica dei grandi musicisti ciò che è.

## Riconoscimenti
- 2014 – Premio Oscar
  - Miglior documentario